# Руайя

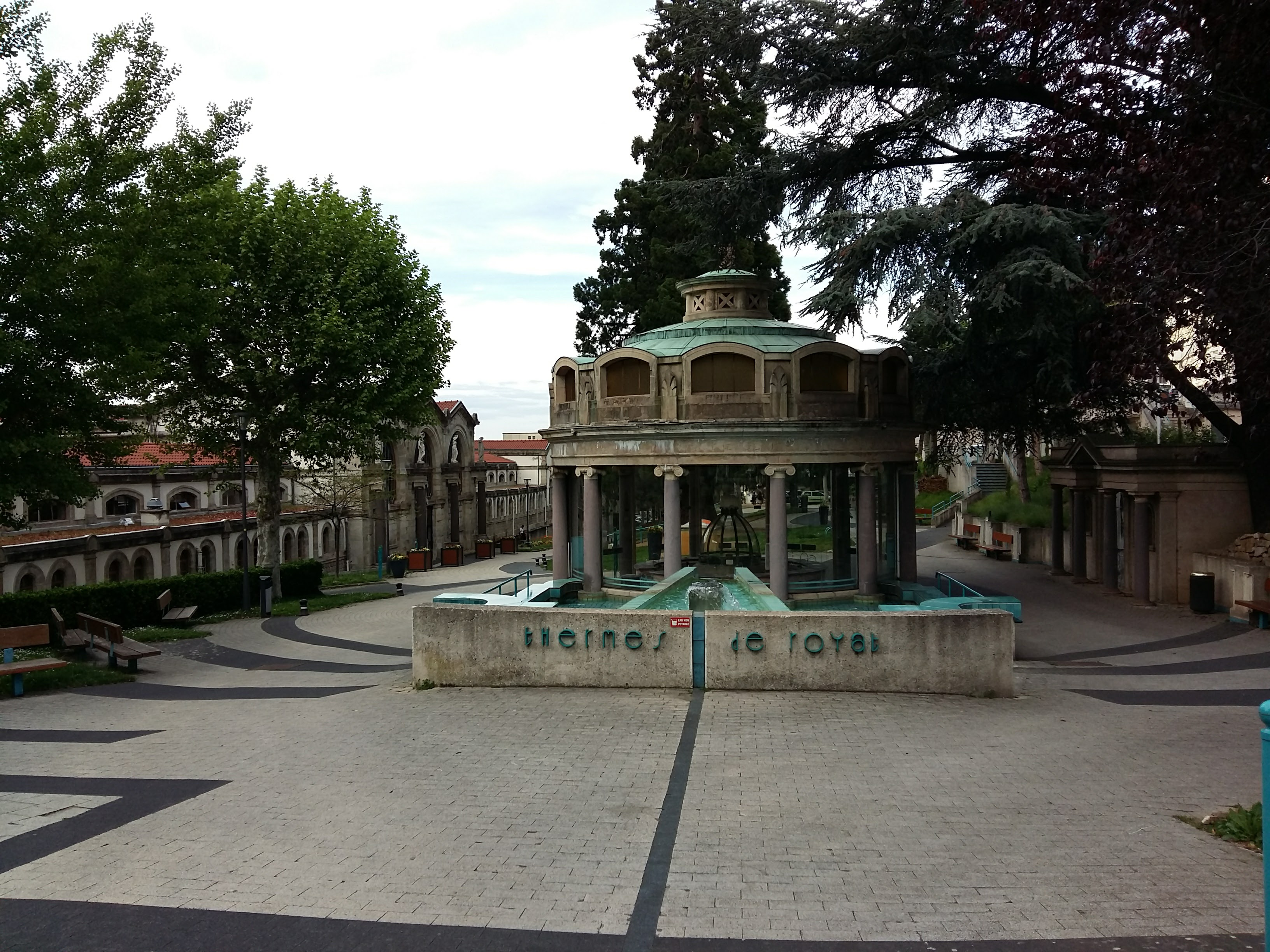
Ройя

Ройя (фр. Royat) — город во Франции, в департаменте Пюи-де-Дом, близ Клермона, на высоте 450 метров над уровнем моря. 
С давних времён известен тёплыми щелочно-солеными железисто-мышьяковистыми источниками.  Температура воды — 20…35 °С. Четыре источника.
В 10000 г воды содержится:
- двууглекислого натра — 0,800 г;
- двууглекислой извести — 1,000 г;
- хлористого натра — 1,628 г;
- хлористого лития — 0,035 г;
- двууглекислой магнезии — 0,677 г;
- двууглекислого железа — 0,042 г;
- углекислоты — 1,7000 г.

Назначаются при нервных болезнях, расстройствах питания, малокровии, хлорозе, кожных болезнях, подагре, диабете, ревматизме. Сезон — с 15 мая по 15 сентября.